# Pleurothallis myrmecophila
Pleurothallis myrmecophila är en orkidéart som beskrevs av Frederico Carlos Hoehne. Pleurothallis myrmecophila ingår i släktet Pleurothallis och familjen orkidéer. Inga underarter finns listade i Catalogue of Life.